# Jerzy Łoś (starosta)
Jerzy Tadeusz Władysław Łoś herbu Dąbrowa (ur. 18 września 1891, zm. 24 marca 1936 we Lwowie) – urzędnik, starosta w okresie II Rzeczypospolitej.

## Życiorys
Urodził się w 1891 jako syn Włodzimierza (ziemianina i urzędnika) i Heleny z domu Ponińskiej. Jego rodzeństwem byli Adam (1883-1942, ziemianin i starosta), Stefania Maria Karolina (1884-1972), Aleksander (1885-1971), Witold (1892-1895). Jego dziadkiem był hr. Karol Franciszek Salezy Łoś (1814-1894, właściciel dóbr ziemskich).
Ukończył studia na Wydziale Prawa Uniwersytet Lwowskiego i w 1918 uzyskał tytuł naukowy doktora praw. U zarania niepodległej II Rzeczypospolitej pracował w urzędzie odbudowy kraju, następnie w zarządzie cywilnym w Brześciu, po czym rozpoczął służbę w administracji państwowej. Pełnił funkcję referendarza w Urzędzie Wojewódzkim we Lwowie, a pod koniec 1928 został przeniesiony do starostwa powiatu lwowskiego. Pełnił stanowisko wicestarosty lwowskiego. W 1934 objął urząd starosty powiatu jaworowskiego. Początkowo był kierownikiem urzędu, a od lipca 1935 rzeczywistym starostą. 
Od 1926 działał w Lidze Obrony Powietrznej Państwa, a po przemianowaniu w 1928 w Lidze Obrony Powietrznej i Przeciwgazowej, był prezesem koła miejscowego LOPP urzędników województwa lwowskiego, sekretarzem zarządu okręgu wojewódzkiego LOPP we Lwowie, wiceprezesem obwodu powiatowego LOPP we Lwowie i prezesem obwodu powiatowego w Jaworowie. W uznaniu zasług został odznaczony Złotą Odznakę Honorową Ligi Obrony Powietrznej i Przeciwgazowej I stopnia.
Zmarł 24 marca 1936 w szpitalu we Lwowie po przebytej operacji związanej z ropnym zapaleniem wyrostka robaczkowego. 27 marca 1936 został pochowany na Cmentarzu Łyczakowskim we Lwowie.
Jego żoną była Maria z domu Czeczel-Nowosielecka herbu Jelita (1895-1959), z którą miał trzech synów: Włodzimierza (1921-2003), Stanisława (1922-1998), Aleksandra (1926-1991).